# Xiriàievka
Xiriàievka (en rus: Ширяевка) és un poble del krai de Primórie, a l'Extrem Orient de Rússia, que en el cens del 2010 tenia 616 habitants.